# Zakonik
Zakonik je zbirka zakonov, ki ureja pravno panogo, tudi obsežen zakon, ki kompleksno ureja pravno panogo. 
Sredi 19. stoletja so z besedno zvezo državni zakonik označevali uradno zbirko predpisov, zdaj imenovano uradni list. Do konca srednjega veka so nastajali le redki obsežnejši zapisi prava, imenovali so se kodeksi (codex), v slovenščini se zanje uporablja tudi izraz zakonik. Med take zapise prava bi lahko uvrstili (bistveno krajši) — Zakon sudni ljudem iz 9. stoletja. Latinski izraz za obsežnejše srednjeveške zapise prava constitutiones se navadno prevaja kot postave (postave goriške Grofije iz 1560). Od srede 16. stoletja je na Slovenskem v kazenskem pravu subsidiarno veljal kazenski zakonik Karla V. (Constitutio Criminalis Carolina), pozneje kazenski zakonik Marije Terezije iz 1768 (Constitutio Criminalis Theresiana). V civilnem pravu je imel na Slovenskem
največjo vlogo Obči državljanski zakonik iz 1811, ki je močno vplival še na obligacijskopravno ureditev v drugi polovici 20. stoletja. 
Uradna terminologija Republike Slovenije v naslovih pravnih norm ne uporablja več besede zakonik in tudi za kompleksne norme uporablja izraz zakon.